# Brandskräling
Brandskräling (Hebeloma pseudoamarescens) är en svampart som först beskrevs av Kühner & Romagn., och fick sitt nu gällande namn av P. Collin 1988. Hebeloma pseudoamarescens ingår i släktet fränskivlingar och familjen Strophariaceae.   Inga underarter finns listade i Catalogue of Life.
I den svenska databasen Dyntaxa används istället namnet Naucoria pseudoamarescens för samma taxon.  Arten är reproducerande i Sverige.